# Bloemendaal
Bloemendaal – gmina i miejscowość w Holandii w prowincji Holandia Północna, u wybrzeży Morza Północnego. Powierzchnia gminy wynosi 45,18 km², zamieszkuje ją 22 172 ludzi (stan z roku 2013). Znajduje się tu cmentarz Eerebegraafplaats Bloemendaal, będący miejscem pochówku 373 żołnierzy ruchu oporu poległych w II wojnie światowej.
Na terenie gminy znajduje się też Park Narodowy Bloemendaal obejmujący krajobraz nadmorskich wydm.
Z Bloemendaal pochodzi Ellen Hoog, holenderska hokeistka na trawie.

## Miejscowości
Wsie
- Aerdenhout
- Bentveld
- Bloemendaal
- Overveen
- Vogelenzangstraat
- Bennebroek

Przysiółki
- Bloemendaal aan Zee

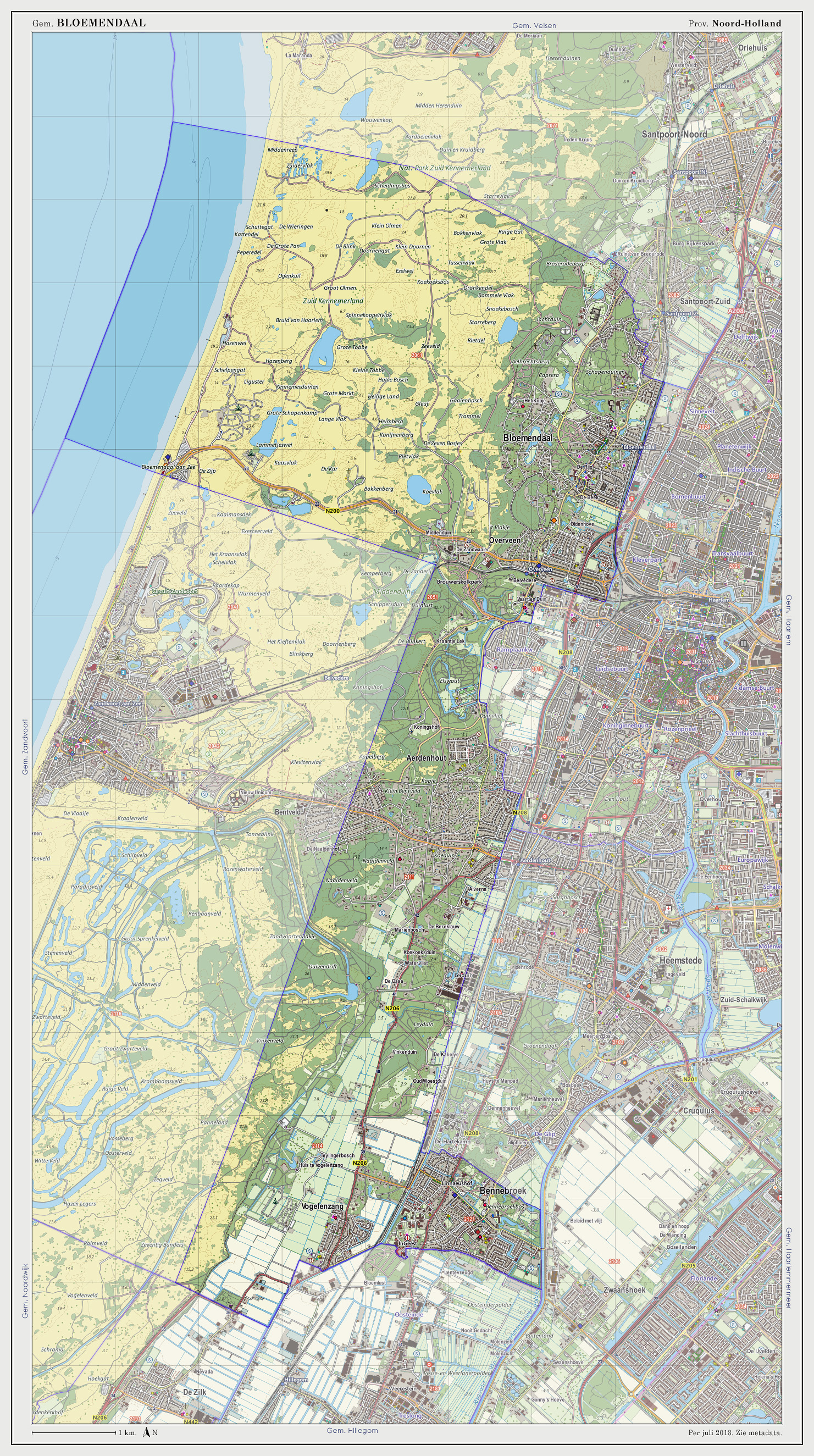
Mapa gminy
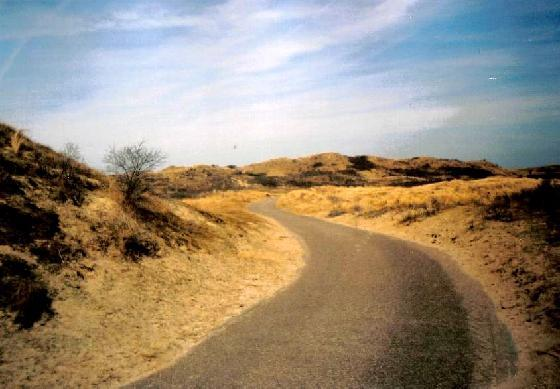
Park Narodowy Bloemendaal – droga przez wydmy